# Никола Стойковски
Никола Стойковски (на сръбски: Никола Стојковић; на македонска литературна норма: Никола Стојковiur) е политик от Кралството на сърби, хървати и словенци, кмет на град Куманово.

## Биография
Роден е в североизточномакедонския град Куманово. По професия е адвокат. От 14 февруари 1936 е кмет на Куманово. Подава оставка от поста на 22 декември 1937 година. Близък е до левите партии. При неговото управление на парламентарните избори се появяват представители с крупен капитал, засилена е работата на електрическата керемидница Вардар“ и на автоматичната мелница „Жеглигово“, а гимназията работи като държавна и самоуправляваща се.